# Abdulaziz Solmaz
Abdulaziz Solmaz (* 7. August 1988 in Araklı, Trabzon) ist ein türkischer Fußballspieler, der derzeit bei Kastamonuspor 1966 unter Vertrag steht.

## Karriere

### Verein
Solmaz begann seine Fußballkarriere 2000  in der Jugendmannschaft von Trabzonspor. 2007 kam er in die U-23-Mannschaft des Klubs und absolvierte hier 60 Spiele und erzielte dabei fünf Tore. Der Sprung in die Profimannschaft gelang ihm jedoch nicht. Zur Saison 2007/08 wechselte Solmaz zu Pazarspor in die TFF 2.Lig. In der Saison 2008/09 versuchte er es erneut bei Trabzonspor, doch aufgrund von ungeklärten Problemen im Vertrag kam er hier zu keinem Einsatz. Zur Rückrunde heuerte er bei MKE Ankaragücü an. Die folgende Saison unterschrieb er einen Zweijahresvertrag bei Samsunspor. Mit dem Klub gelang ihm im Jahr 2011 der Aufstieg in die Süper Lig. 
Ab der Saison 2011/12 spielt Solmaz bei Eskişehirspor. Für die Saison 2012/13 wurde er an den Zweitligisten Boluspor ausgeliehen. Zur Rückrunde der Saison 2013/14 verließ Solmaz Eskişehirspor endgültig und wechselte zum Zweitligaklub Istanbul Büyükşehir Belediyespor.
Zur Saison 2014/15 wechselte Solmaz zum Zweitligisten Giresunspor. Gemeinsam mit seinem Teamkollegen Fevzi Özkan wechselte er zum Sommer 2016 zum Ligarivalen Şanlıurfaspor. Nach seiner Saison zog er zum Zweitligisten Adanaspor weiter.

### Nationalmannschaft
Solmaz hat fünf Einsätze in den U-17- und U-18-Jugendnationalmannschaften der Türkei. Am 1. Juni 2011 wurde er zur B-Nationalmannschaft berufen und konnte in seinem ersten Spiel gegen Libanon ein Tor erzielen.

## Erfolge
msunspor
- Vizemeister der TFF 1. Lig und Aufstieg in die Süper Lig: 2010/11

Istanbul BB
- Meister der TFF 1. Lig und Aufstieg in die Süper Lig: 2013/14